# Borough (stanice metra v Londýně)
Borough je stanice metra v Londýně, otevřená roku 1890. Leží v londýnském obvodu Southwark a spadá do tarifní zóny 1. Nachází se na lince Northern Line (mezi stanicemi Elephant & Castle a London Bridge), konkrétně na větvi Bank.

## Historie
Stanice Borough byla otevřena dne 18. prosince 1890 jako součást City and South London Railway (C&SLR), první podzemní elektrifikované linky metra na světě. V roce 1922 začala rekonstrukce celé trasy spojená s rozšířením tunelů, jejíž součástí byla také přestavba stanice Borough. V rámci této rekonstrukce stanice přišla o původní staniční budovu.
Stanice Borough je nejsevernější z původních stanic C&SLR. Severně od této stanice vedla trať původně jinou trasou než dnes – tunely směřovaly k původní konečné stanici King William Street, která však rychle začala být přetížená. Tato stanice přestala být využívána v roce 1900, kdy byly otevřeny nové tunely vedoucí ke stanici London Bridge a nové konečné stanici Bank.
Během druhé světové války se nepoužívané tunely nedaleko stanice používaly jako provizorní úkryty před německým bombardováním. Podél Borough High Street se nacházelo šest vstupů do podzemních krytů. Ukrývalo se zde až 14 tisíc lidí, což připomíná pamětní deska umístěná ve stanici.
Dne 15. ledna 2022 byla stanice Borough (spolu s celou větví Bank) dočasně uzavřena, aby bylo možné dokončit rozsáhlé modernizační práce na stanici Bank. Během této uzávěry probíhala také rekonstrukce samotné stanice Borough. K oficiálnímu znovuotevření došlo 16. května 2022. Rekonstrukce stanice nezahrnovala výměnu výtahů, zato však došlo k modernizaci a prosvětlení vestibulu a chodeb. Také došlo k renovaci keramického obložení stěn.

## Popis
Staniční budova stojí na křižovatce ulic Borough High Street a Marshalsea Road. Původní vzhled stanice se nedochoval, nicméně stavba na povrchu byla podobná té ve stanici Kennington, která dosud stojí. Stanice si byly podobné i v podzemním uspořádání, které se ovšem v Kenningtonu nedochovalo. Stanice Borough má dvě podzemní nástupiště, která se nacházejí atypicky přímo nad sebou. Na nástupiště ve směru na sever je bezbariérový přístup dvojicí výtahů. Druhé nástupiště se nachází hlouběji a je přístupné pouze po úzkém schodišti. Ve stanici se nenacházejí žádné eskalátory.

## Provoz
Borough leží na větvi Bank linky Northern Line. Nachází se v tarifní zóně 1. Vlaky obsluhují stanici v průběhu celého dne kromě nočních hodin, většinou v intervalu dvou až pěti minut. TfL stanici klasifikuje jako „metro“.

### Dopravní návaznost
Stanici obsluhují autobusové linky 21, 35, 133, 343 a C10 a noční linky N21, N133 a N343.

### Využití stanice
| Rok  | Počet cestujících |
| ---- | ----------------- |
| 2019 | 5,17 mil.         |
| 2020 | 1,47 mil.         |
| 2021 | 1,85 mil.         |
| 2022 | 2,14 mil.         |
| 2023 | 4,10 mil.         |
| 2024 | 4,21 mil.         |

## Galerie

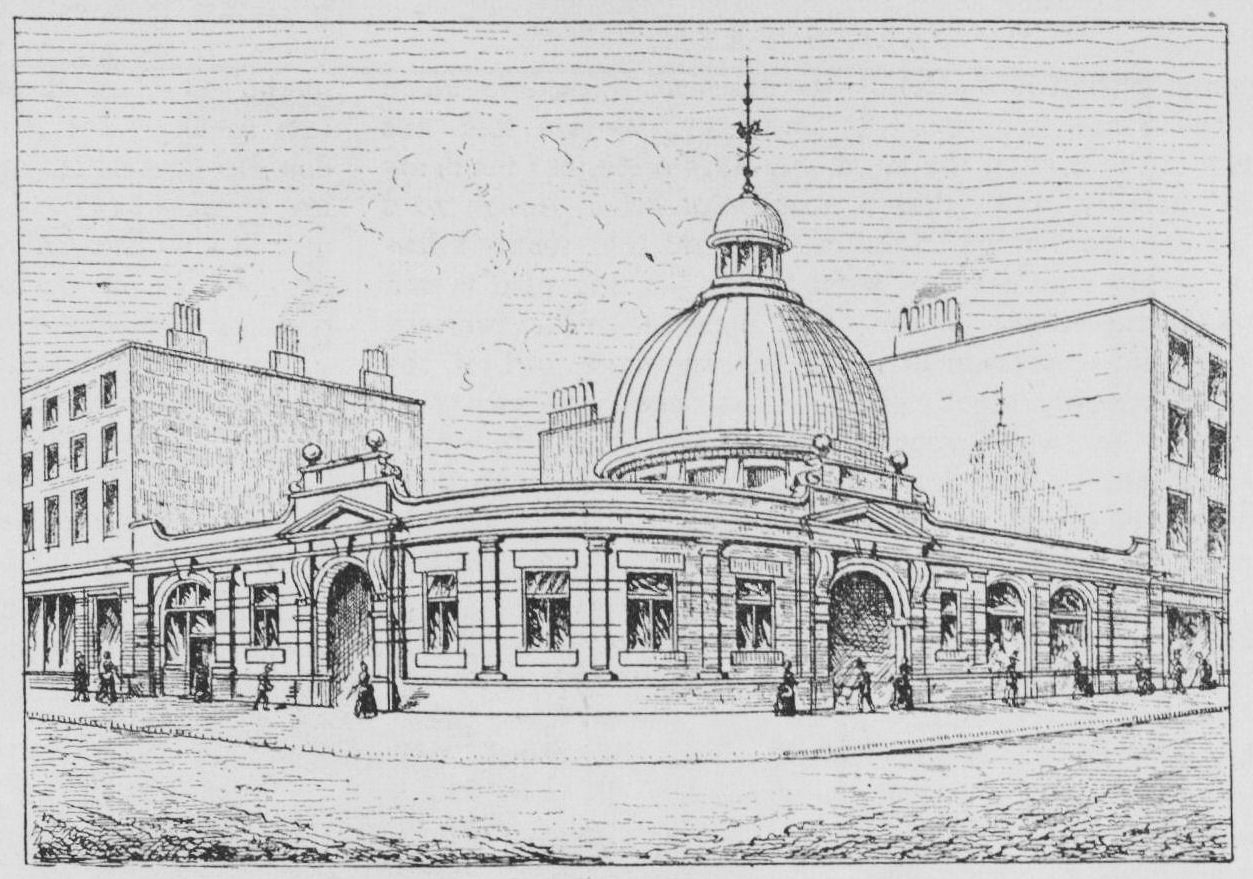
Stanice Borough v roce 1890 (je znát podobnost se stanicí Kennington)
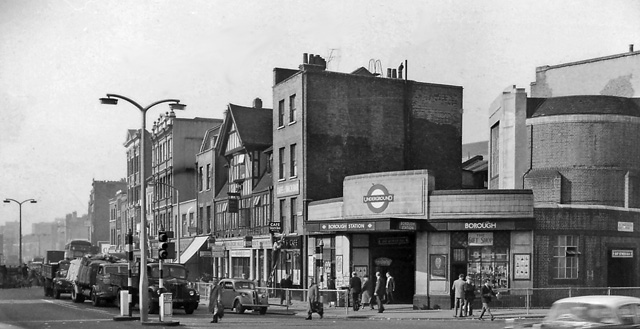
Vstup do staniční budovy v roce 1961
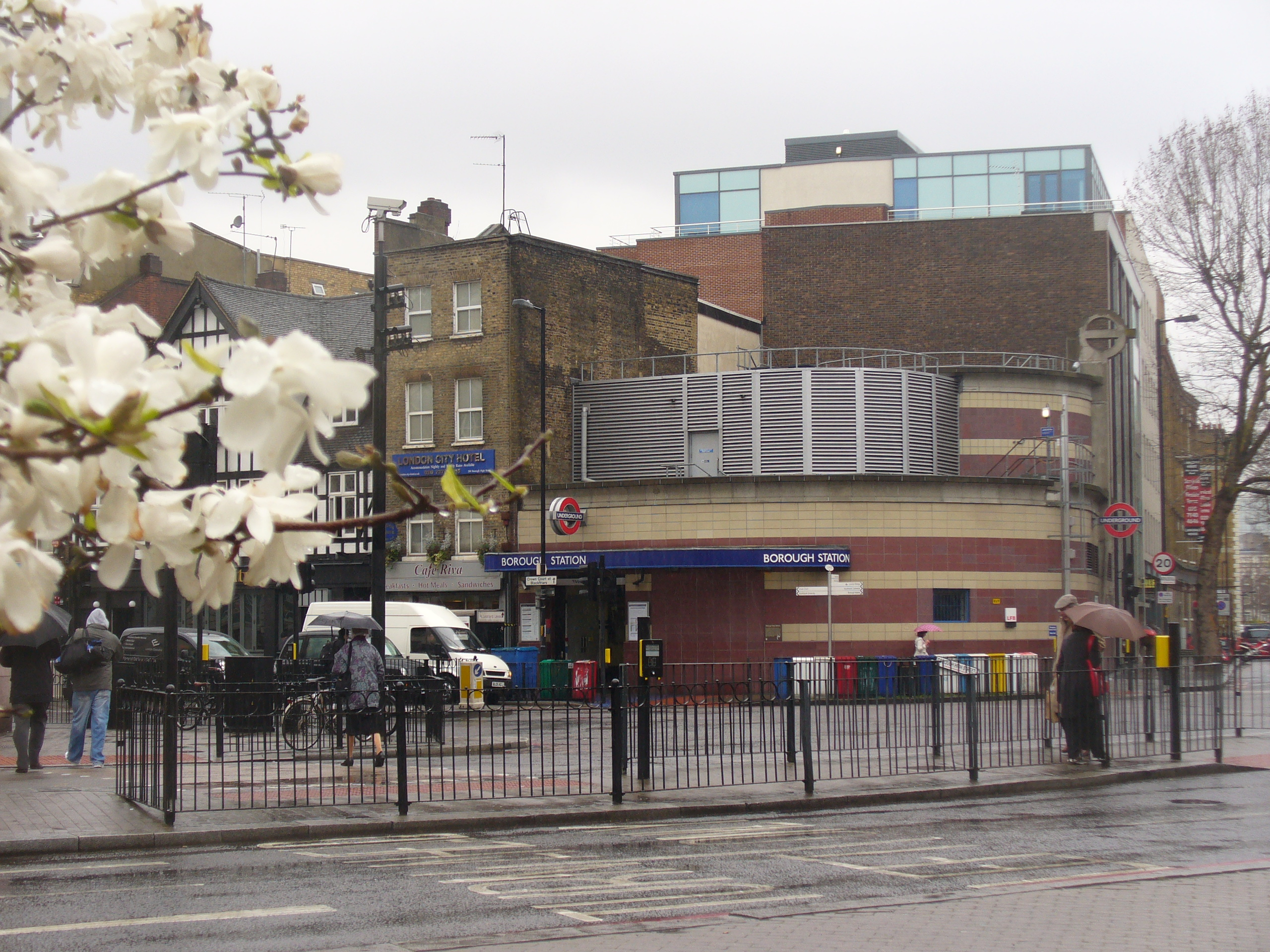
Borough v roce 2011
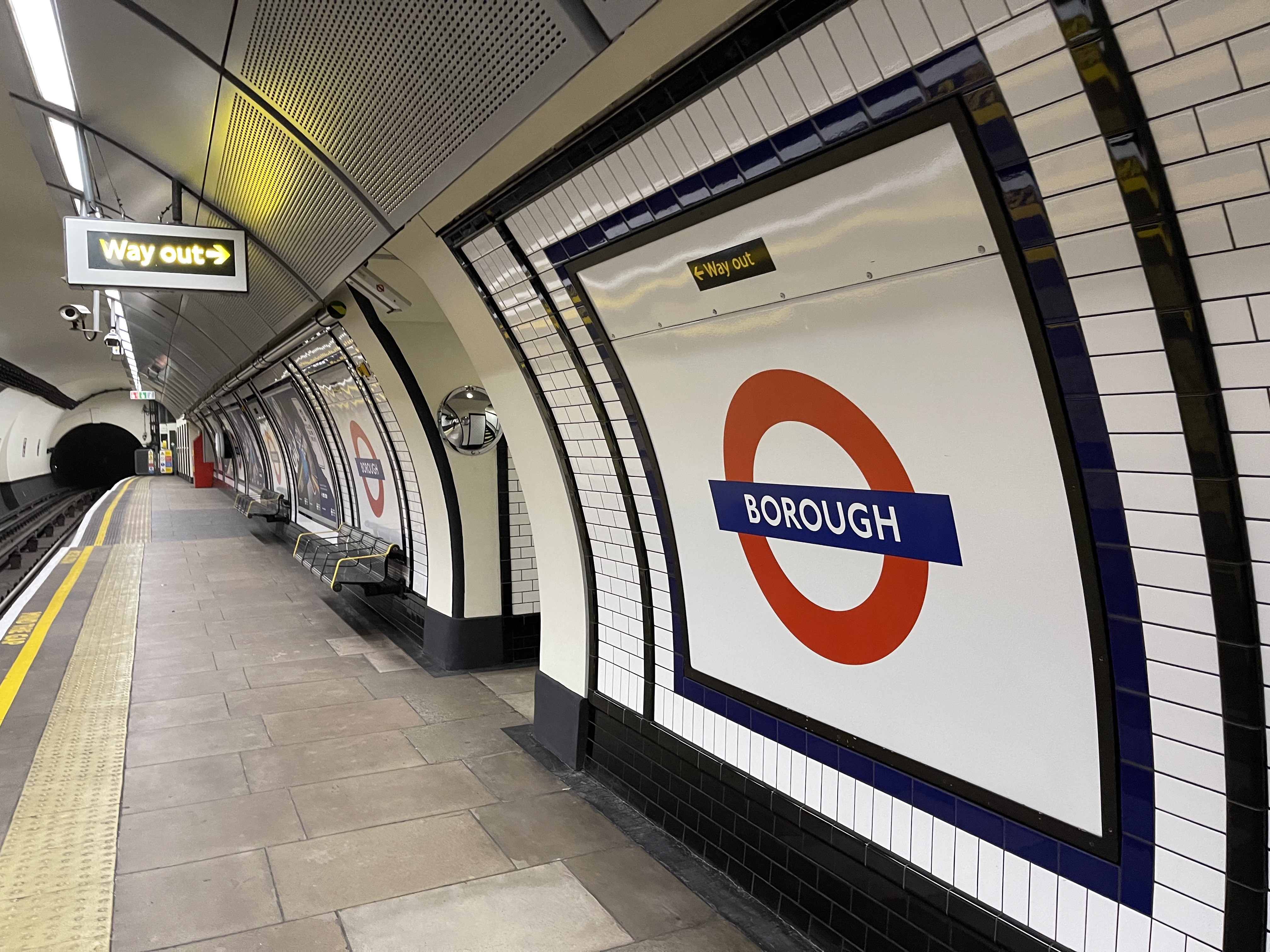
Nástupiště po rekonstrukci roce 2022
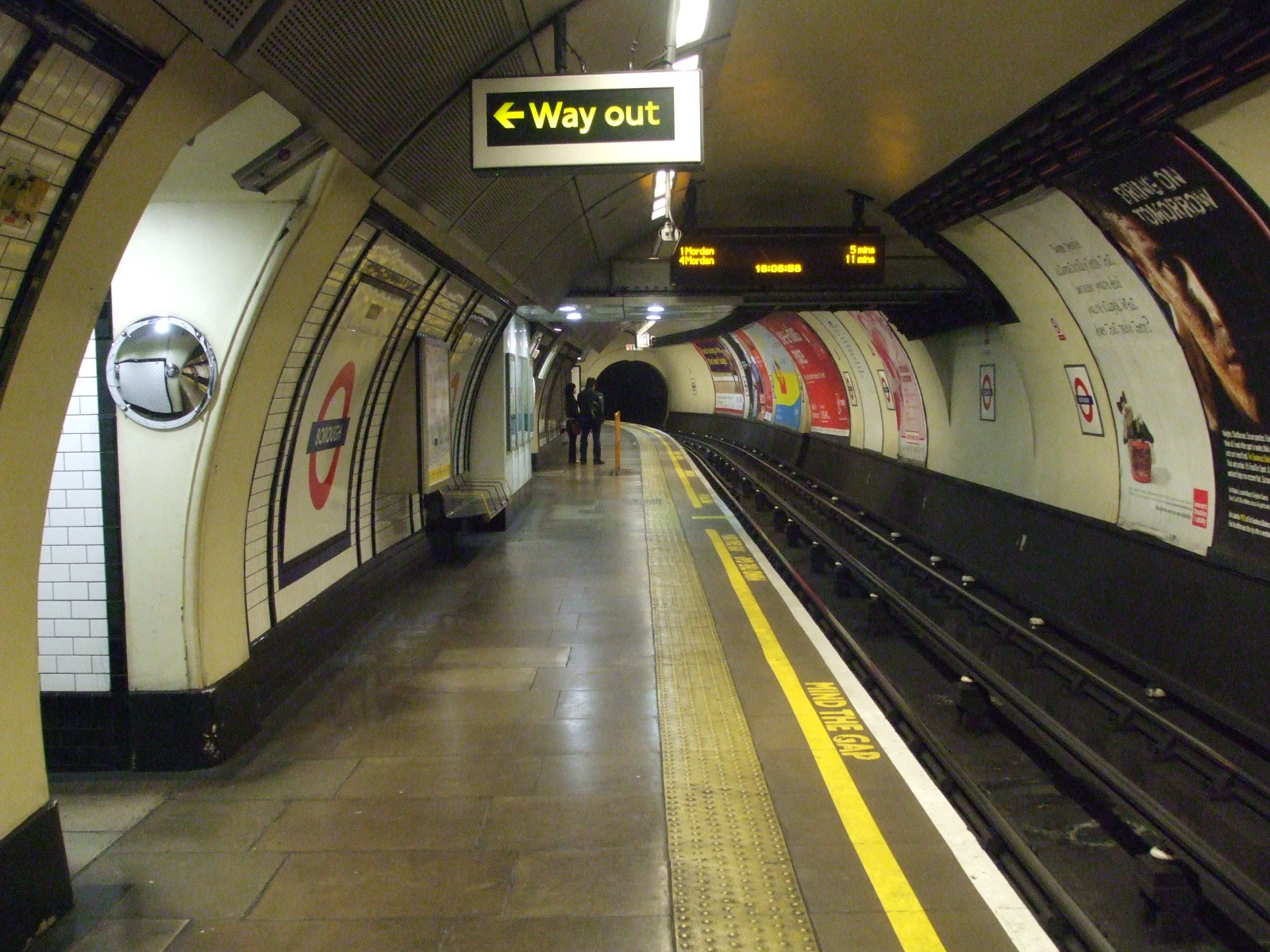
Nástupiště ve směru do stanice Morden
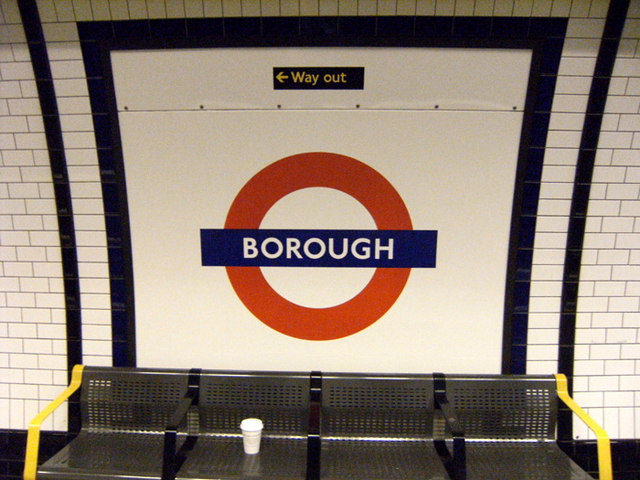
Logo londýnského metra s názvem stanice na nástupišti
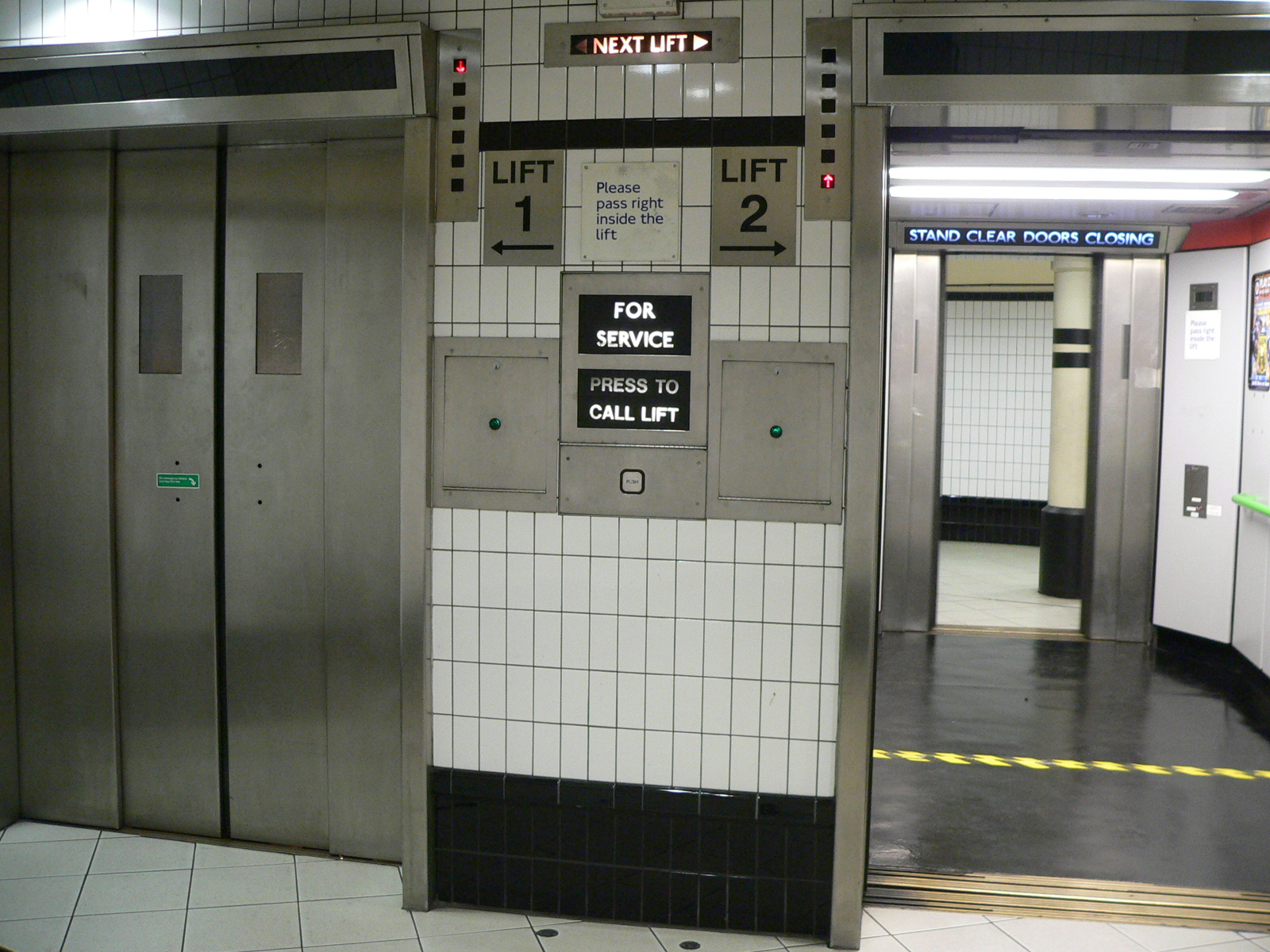
Výtahy ve stanici
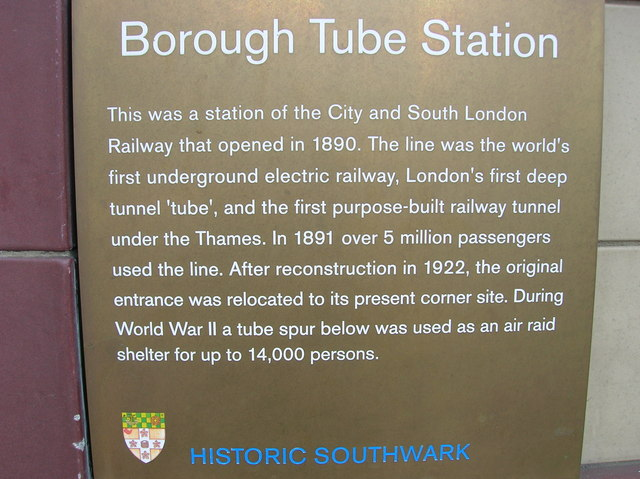
Pamětní deska ve stanici
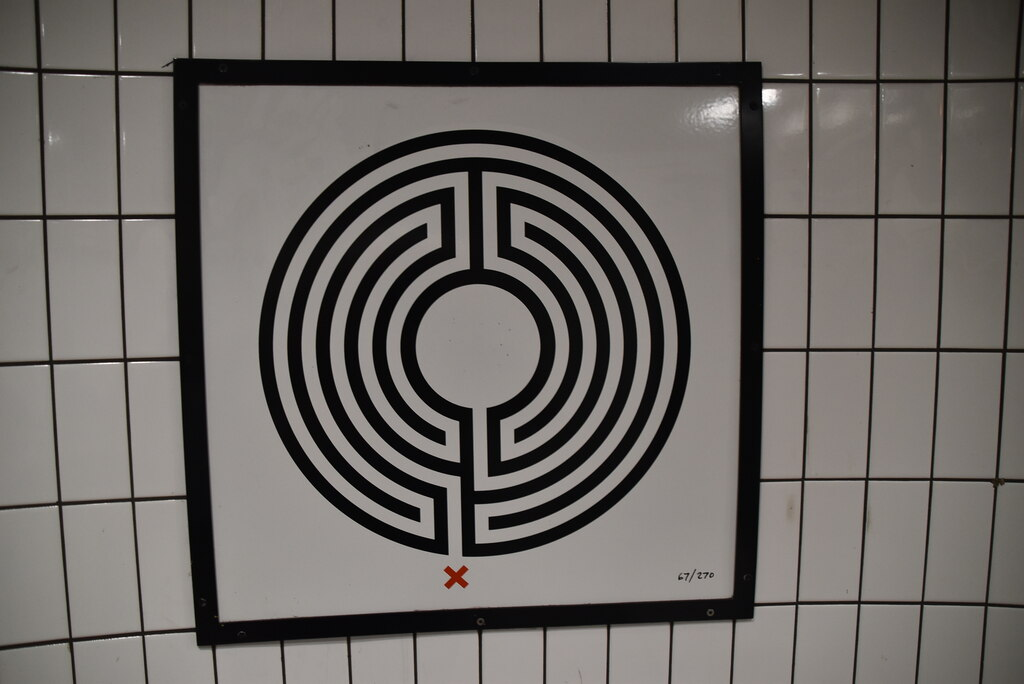
Instalace „Labyrinth“ s číslem 67